# Michael Jeffery
Philip Michael Jeffery (Wiluna, Australia Occidental, 12 de diciembre de 1937-18 de diciembre de 2020) fue un militar y político australiano. Fue el 24.º gobernador general de Australia. Acudió a la escuela en Perth. Es militar de carrera y estuvo en la Guerra de Vietnam. Ha ocupado el cargo de Gobernador General de Australia desde el 11 de agosto de 2003 hasta el 5 de septiembre de 2008.

## Trayectoria
Jeffery nació en Wiluna, Australia Occidental, el 12 de diciembre de 1937 y se educó en Kent Street Senior High School. A los 16 años dejó Perth para asistir al Royal Military College, Duntroon, en Canberra.
Después de graduarse en 1958, ocupó varios puestos junior antes de ser enviado a Malaya en 1962 para el servicio operativo. Desde 1966-1969 sirvió en Papúa Nueva Guinea. Durante esta publicación, se casó con Marlena Kerr de Sídney, con quien tuvo tres hijos y una hija. Esto fue seguido por un período de servicio en la Guerra de Vietnam, durante el cual fue galardonado con la Cruz Militar (MC).
Jeffery seguía convencido de que la participación de Australia en la Guerra de Vietnam era correcta. "Creo apasionadamente que Vietnam fue una causa justa en las circunstancias de la época", dijo durante un discurso en 2002 a veteranos australianos de la guerra.
En 1972, Jeffery fue ascendido a teniente coronel, [cita requerida] al mando del 2.º Batallón del Regimiento de las Islas del Pacífico desde 1974 hasta 1975. Asumió el mando del Regimiento Especial del Servicio Aéreo (SASR) en Perth desde el 7 de enero de 1976 hasta el 22 de octubre de 1977, y luego fue ascendido a coronel como el primer Director de las Fuerzas de Acción Especial del Ejército en 1979.
Jeffery jugó un papel decisivo en el desarrollo del concepto de vigilancia para el norte de Australia y, como Director de las Fuerzas de Acción Especial, preparó el desarrollo del concepto y la capacidad antiterrorista de Australia.
De 1982 a 1983, Jeffery dirigió la autoridad nacional de coordinación antiterrorista de Australia. En 1985 fue ascendido a mayor general, siendo nombrado para comandar la 1.ª División al año siguiente. En 1990 se convirtió en Jefe Adjunto del Estado Mayor General y en 1991 fue nombrado Jefe Asistente del Estado Mayor General para Materiel. Jeffery se retiró del ejército en 1993, y posteriormente fue nombrado para el cargo ceremonial de Coronel honorario de la SASR.